# Dorfkirche Nätebow

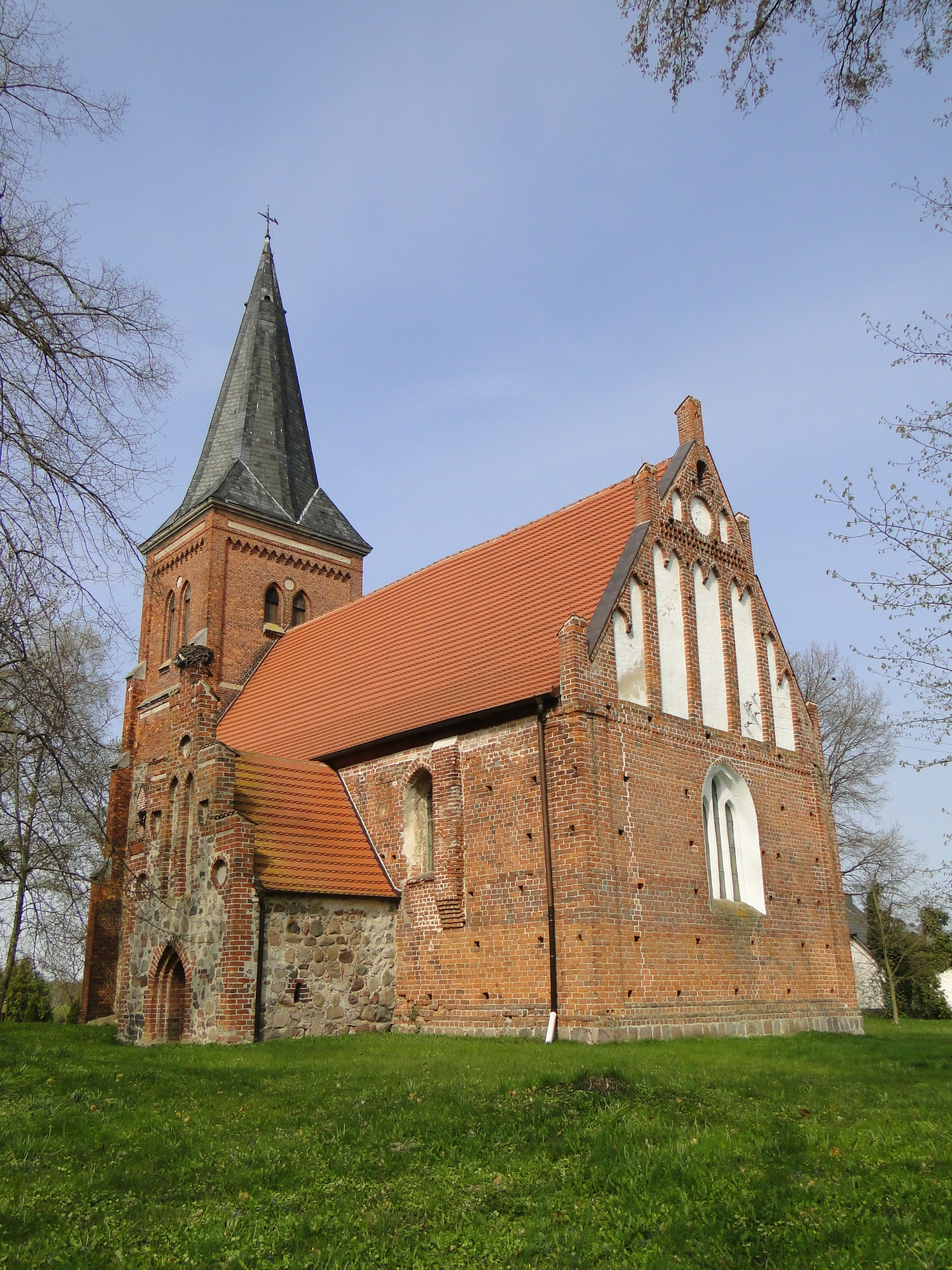
Dorfkirche in Nätebow

Die Dorfkirche in Nätebow, einem Ortsteil von Bollewick im Landkreis Mecklenburgische Seenplatte in Mecklenburg-Vorpommern, ist ein spätromanischer Backsteinbau mit einem Kreuzrippengewölbe aus dem 14. Jahrhundert.

## Geschichte

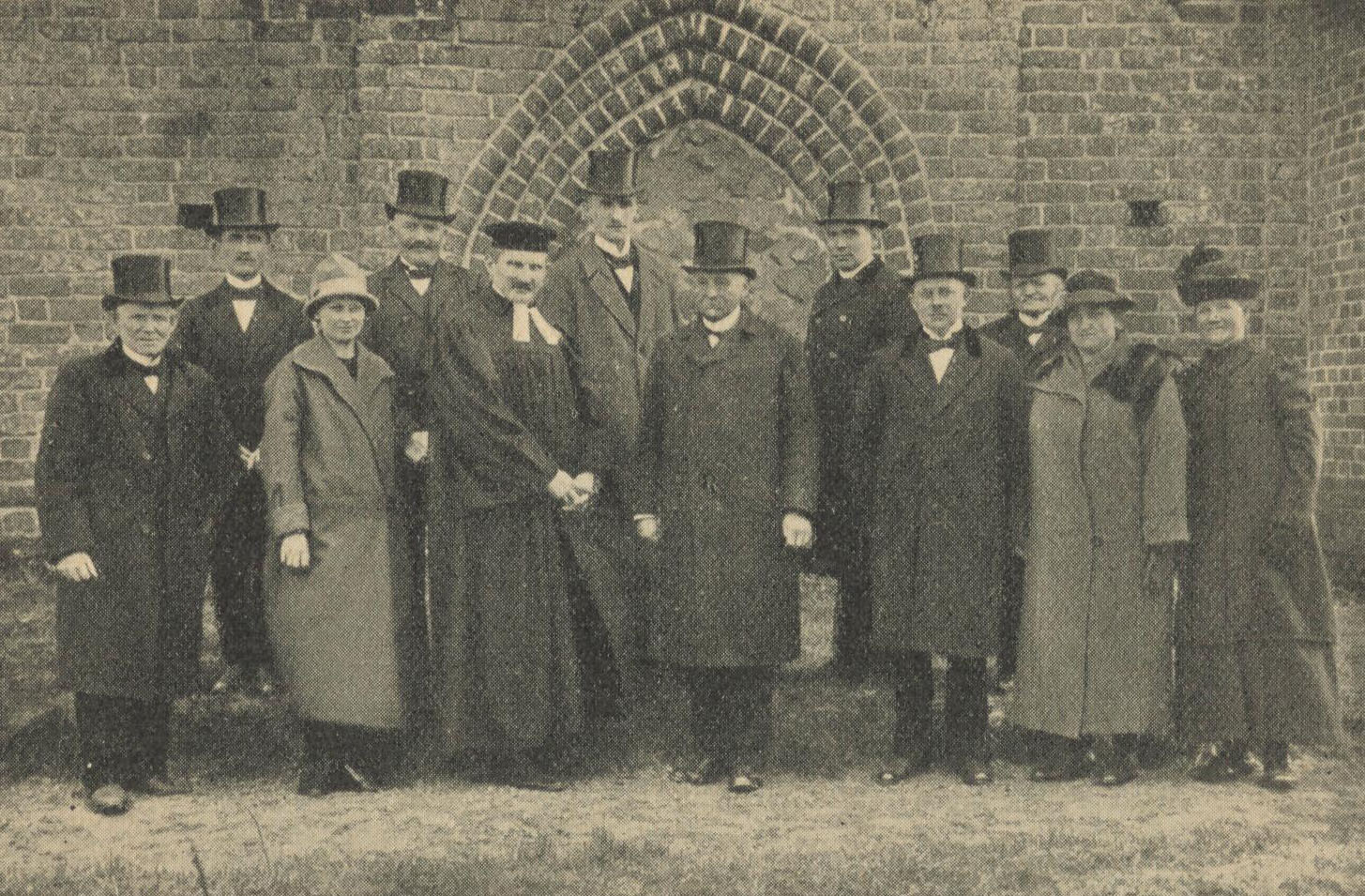
Gemeindekirchenrat Nätebow (zwischen 1921 und 1926)

Die Kirche befindet sich auf einer leichten Anhöhe und war ursprünglich als spätmittelalterliche Wehrkirche angelegt. Erstmals erwähnt wurde die Kirche anlässlich der Stiftung ihrer Altar-Ausstattung im Jahr 1331. Im Laufe ihrer langen Geschichte wurde die Kirche mehrfach umgebaut und erweitert. Im Dreißigjährigen Krieg wurde das Dorf Nätebow zerstört. Die zur Ruine verkommene Kirche wurde 1682 auf Veranlassung von Leutnant Bernhardt Christian Schmidt und Rittmeister Caspar Christoph Langermann wieder aufgebaut und erhielt dabei im Wesentlichen ihre heutige Form. Um 1790 ereignete sich ein Brand, dem der Kirchturm zum Opfer fiel. Ein neuer Kirchturm wurde erst 1903 errichtet.
Die Kirche ist gelegentlich zur Besichtigung und zu Gottesdiensten geöffnet, befindet sich jedoch in stark sanierungsbedürftigem Zustand. Der Kirchturm ist wegen Baufälligkeit gesperrt. Sie gehört zur Kirchengemeinde Röbel in der Propstei Neustrelitz, Kirchenkreis Mecklenburg der Evangelisch-Lutherischen Kirche in Norddeutschland.

## Ausstattung

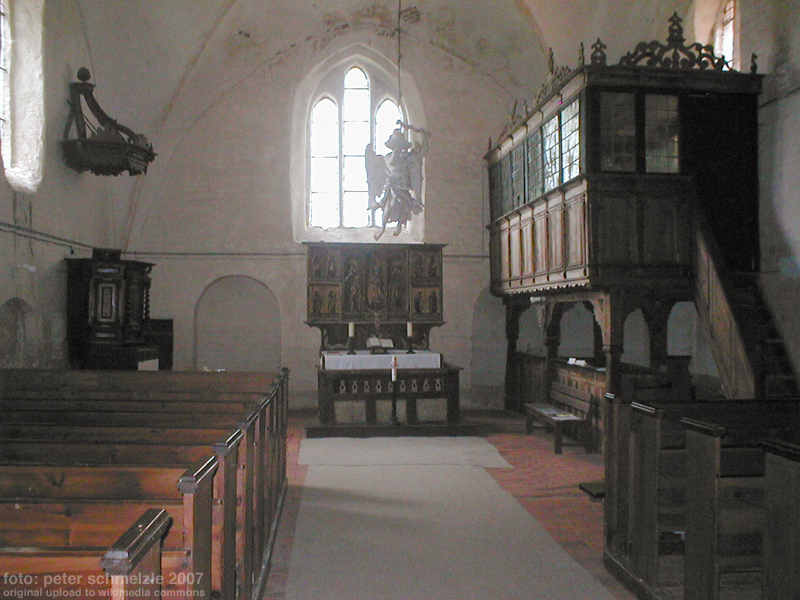
Innenansicht

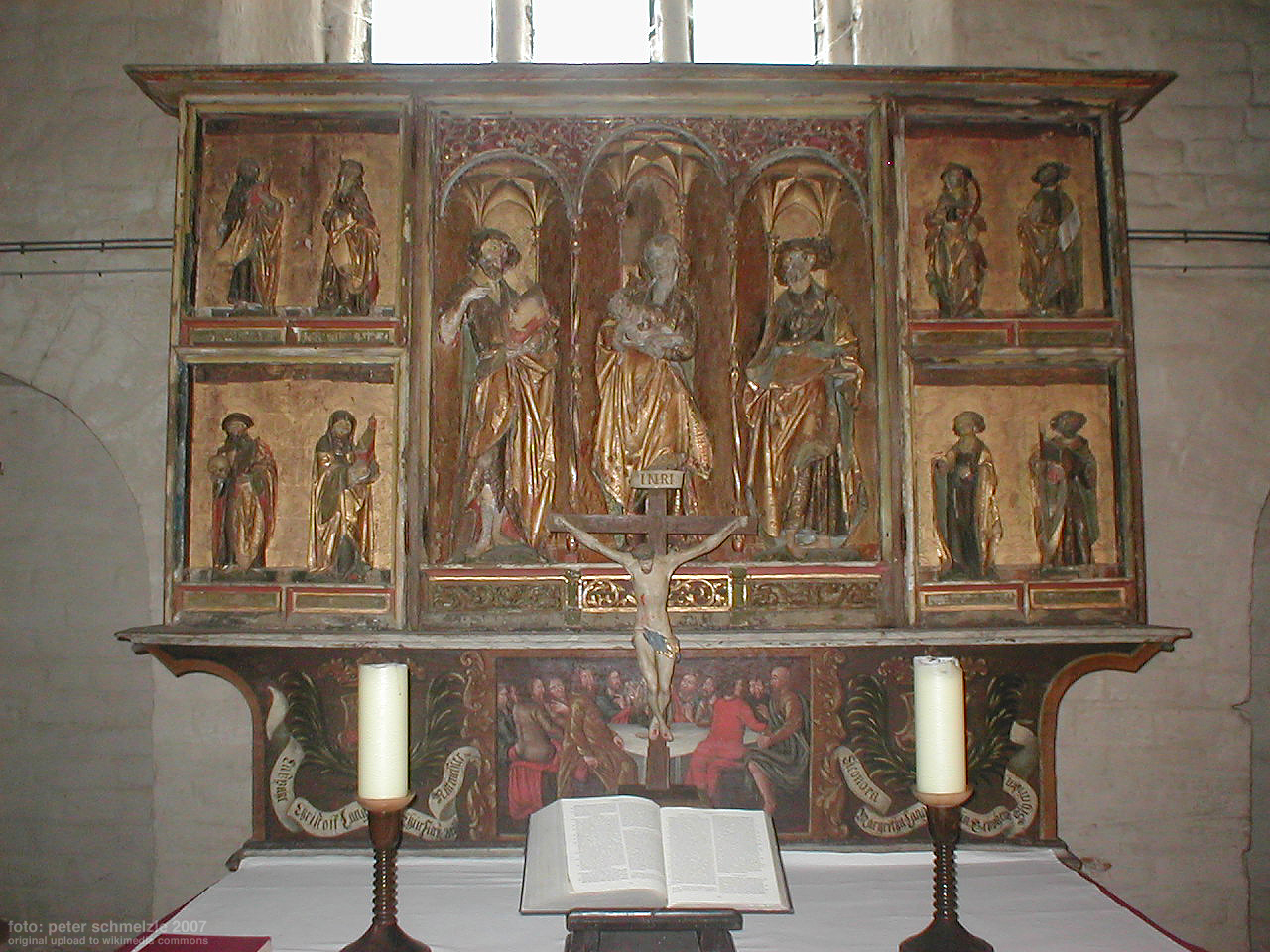
Spätgotischer Schnitzaltar

Im Inneren der Kirche befindet sich ein spätgotischer vierflügliger Schnitzaltar von 1522, dessen Mittelteil drei große Heiligenfiguren (Maria, Johannes der Täufer und Johannes Evangelist) zeigt, die auf den Flügeln von jeweils vier kleineren Heiligengestalten ergänzt werden. Auffallend sind die innehaltenden Bewegungen sowie die stark individualisierten Physiognomien der dargestellten Heiligen. Der Altartyp weist auf eine Herkunft aus der Prignitz hin und ist stilistisch mit Werken in Wittstock und in der Dorfkirche Porep verwandt. Die Altaraußenseiten sind mit teils nur noch fragmentarischen Heiligendarstellungen bemalt. Die 1682 entstandene Predella des Altars zeigt neben dem letzten Abendmahl die Stifterwappen und Namen Langermann und Schmiden. Links Caspar Christoff Langermann, Churfürstl. Brandenb. Rittmeisters, und rechts Eleonore Margarethe Langermann, geb. Schmiden. Über dem Altar befindet sich ein barocker Taufengel, rechts vom Altar befindet sich eine historische Patronatsloge aus dem 17. Jahrhundert, die aufgrund ihrer Verglasung und Überdachung einst vermutlich im Gegensatz zum Rest der Kirche beheizbar war, und in der die Familie des Kirchenpatrons von Langermann und Erlencamp den Gottesdiensten beiwohnte. Links des Altars befindet sich eine neoklassizistische hölzerne Kanzel.
Unter dem Altar soll sich eine Gruft befinden, die jedoch noch nicht erforscht ist. Ebenso wenig erforscht sind weitere Kunstschätze der Kirche: ein Fragment einer hölzernen Kreuzigungsgruppe (vermutlich aus dem 16. Jahrhundert) sowie ein historisches Ölbild auf einer verzierten hölzernen Tafel, das vermutlich einst Mittelteil eines Altars war. Die Bedeutung des Motivs (eine Heilsgestalt über einem sich wegduckenden Ritter) ist unbekannt.
Die Kirche weist außerdem zwölf Nischen auf, deren Zahl sich vermutlich auf die zwölf Apostel bezieht und in denen sich Altäre oder Figuren befunden haben könnten. Die Inschrift einer Gedenktafel weist auf die Restauration der Kirche im Jahr 1682 hin: Anno 1682 hat Herr Leuttenand Bernhardt Christian Schmidt und Herr Rittmeister Caspar Christoph Langermann dies baufellige Näthboer Kirche angefangen zu Repariren.
Die zwei Bronzeglocken der Kirche wurden 1950 bei Schilling in Apolda gegossen.

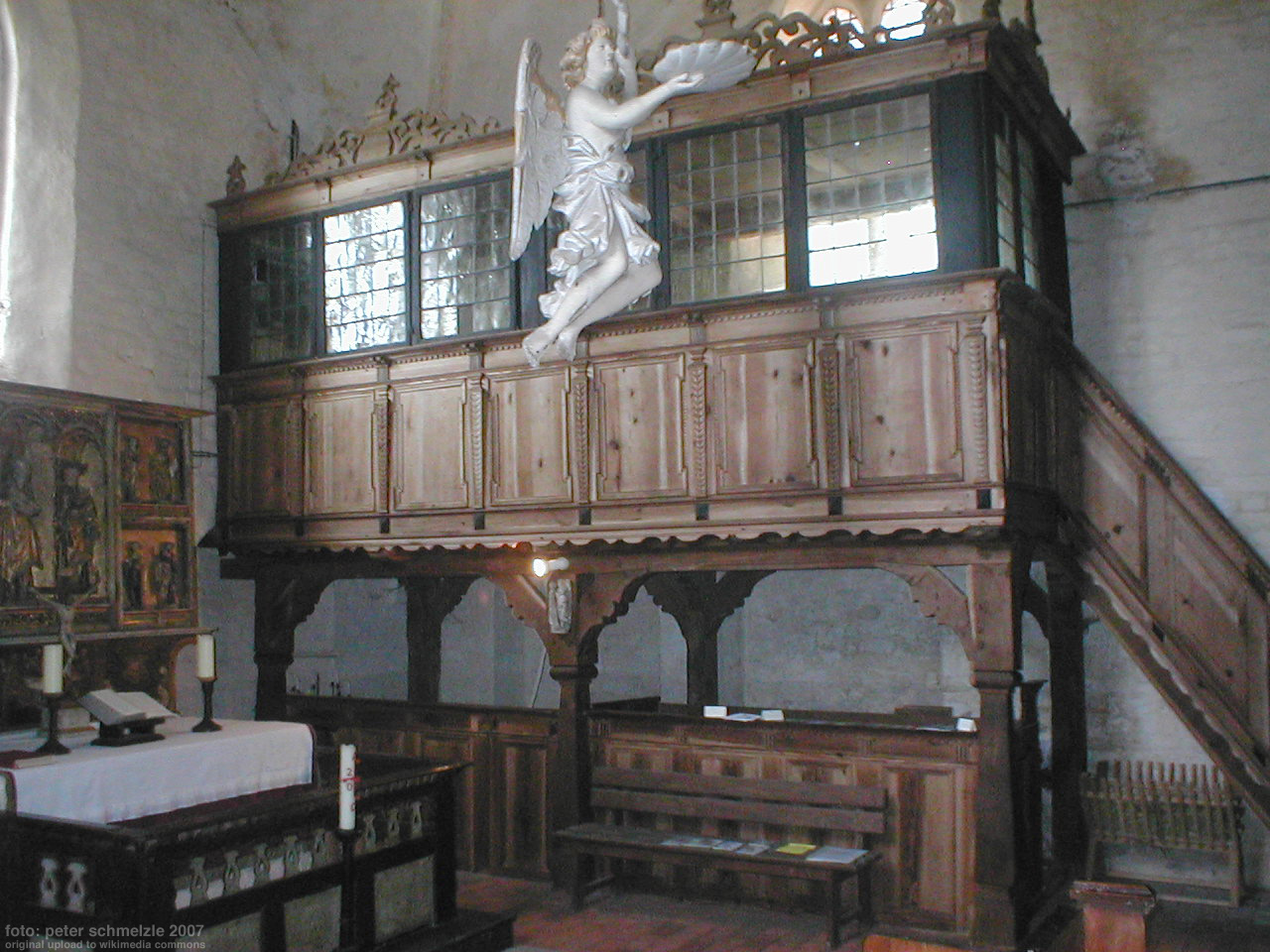
Patronatsloge und Taufengel
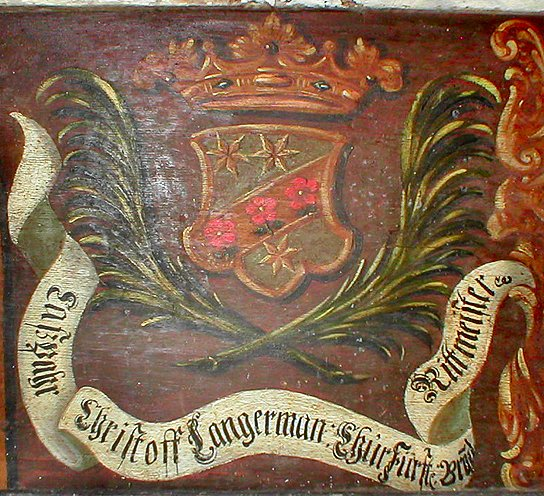
Patronatswappen Langermann